# Cowichan Bay

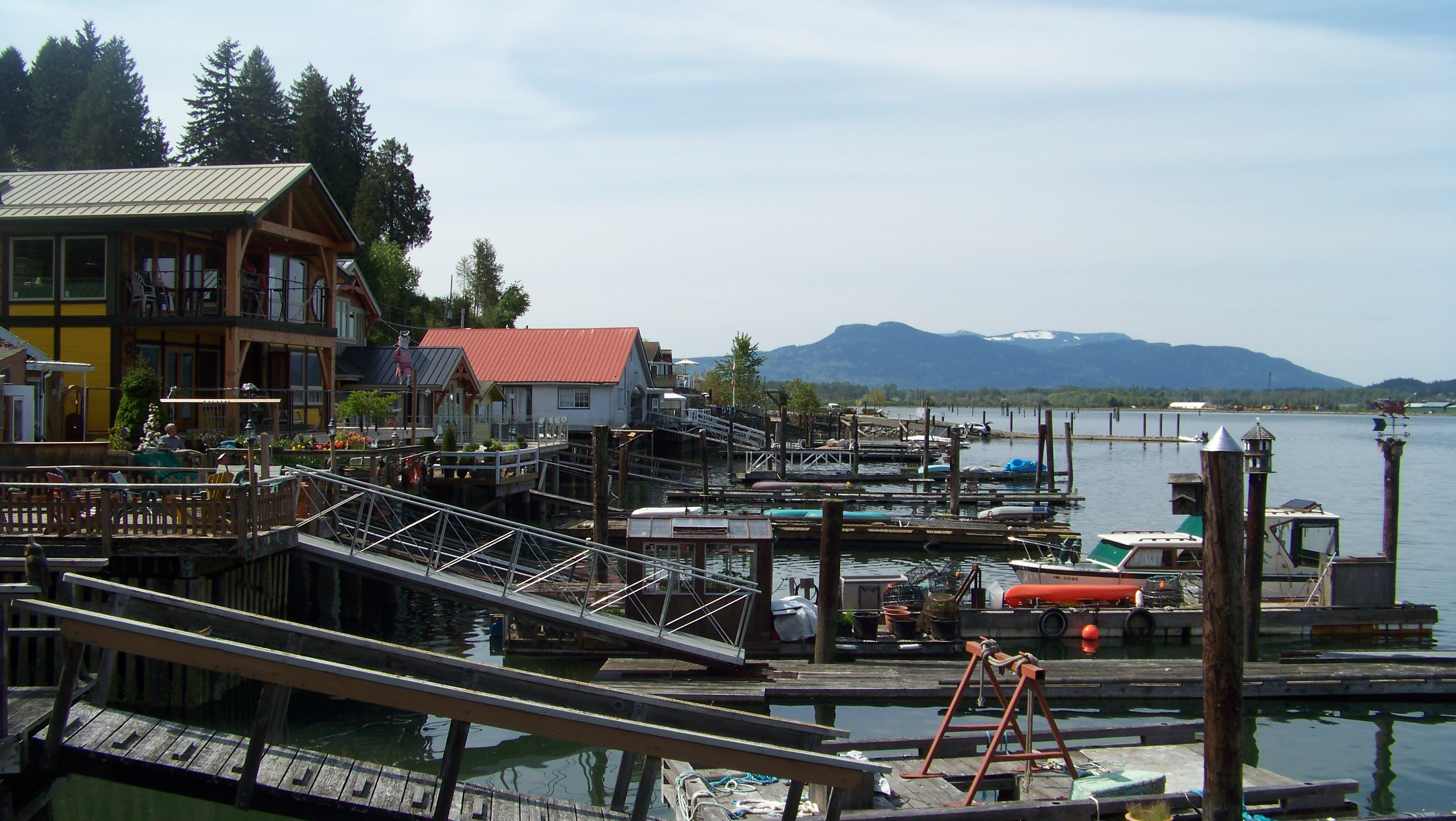
Cowichan Bay

Cowichan Bay est une baie et une communauté de la ville de Duncan en Colombie-Britannique dans le district régional de Cowichan Valley au sud-est de l'île de Vancouver.